# Escuela de Pintura de Leningrado

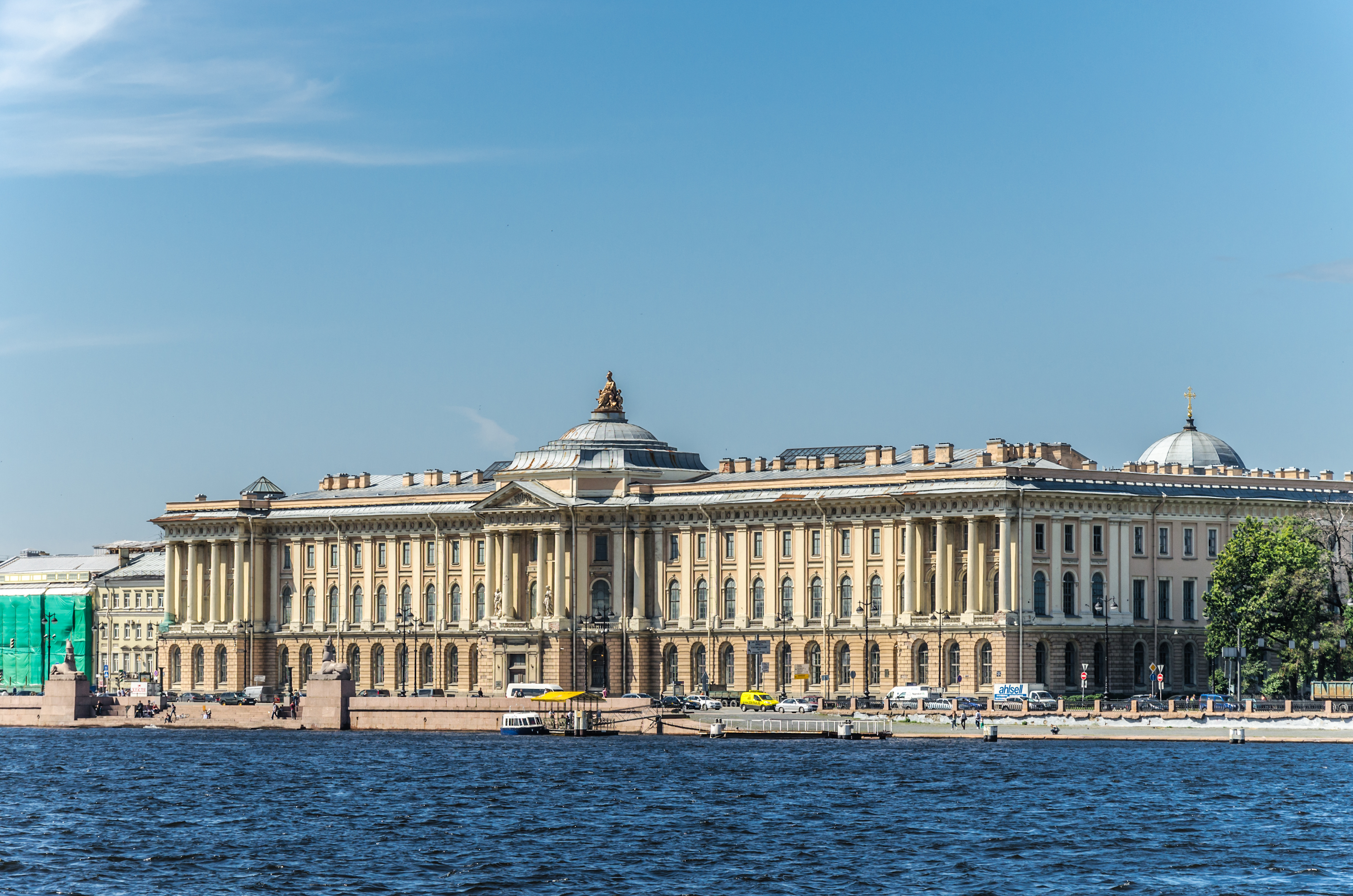
Academia Imperial de las Artes de San Petersburgo

Escuela de Pintura de Leningrado (en ruso: Ленинградская школа живописи, Aproximadamente 1932—1991) — un gran grupo de artistas soviéticos que trabajaron en Leningrado en 1930-1980 años. La mayoría de ellos se graduó en la Academia de Bellas Artes, y eran miembros de la Unión de Artistas de Leningrado (1932-1991).

## Historia
Año de creación de la Escuela de Pintura de Leningrado se considera que en 1932. En 1932 se creó una sola la Unión de Artistas de Leningrado. En el mismo año de la decisión del gobierno soviético se estableció la Academia Rusa de las Artes. En 1934, el director de la Academia Rusa de las Artes, fue nombrado Isaak Brodsky, un alumno de Iliá Repin. Bajo el liderazgo de Brodsky en la Academia de Bellas Artes en 1930 estableció un sistema de formación de jóvenes artistas, que se conserva en sus principales características hasta la fecha. La capacitación se llevó a cabo sobre la base de las técnicas de arte, desarrollados en el pre-revolucionaria de la Academia de Bellas Artes. Entre ellos la formación de dibujo, pintura, composición, historia del arte ruso y extranjero.
Los alumnos de la escuela de Leningrado, de la pintura en los años 1930-1950 ha habido muchos pintores famosos. Entre ellos Yevguéniya Antípova, Piotr Belousov, Veniamin Borisov, Aleksandr Laktionov, Dmitri Maevski, Nikolai Galakhov, Gevork Kotiantz, Yuri Neprintsev, Taisia Afonina, Serguéi Ósipov, Vladimir Ovchinnikov, Nikolai Pozdneev, Lev Russov, Aleksandr Samokhvalov, Aleksandr Semiónov, Arseny Semiónov, Víktor Teterin, Nikolai Timkov, Rostislav Vovkushevsky, Yelena Skuin, Mijaíl Trufanov, Vsevolod Bazhenov, Sergéi Zakharov, y muchos otros.
De acuerdo con la evaluación de Ivanov que se le da en su libro «El realismo socialista desconocido. La Escuela de Leningrado», los representantes de la escuela de Leningrado de la pintura es de unos 1.200 artistas.

## Galería

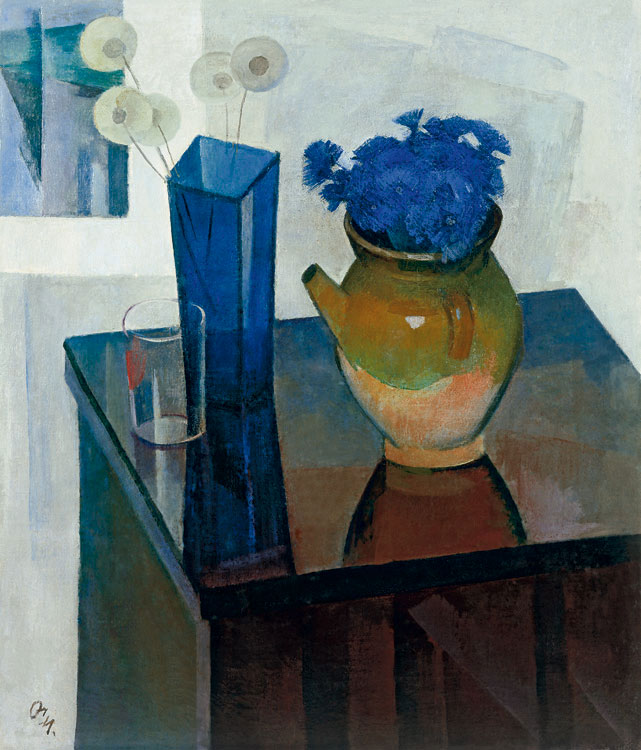
Serguéi Ósipov Acianos . 1976